# Razmerja (zbirka)
Razmerja so zbirka ljubezenskih romanov, ki jih je leta 2024 začela izdajati Cankarjeva založba. Leta 2024 so v zbirki izšli trije romani, ki so bili plod ustvarjalne delavnice ljubezenskega romana Cankarjeve založbe, ki jo je vodila Lara Paukovič.

## Romani
Leta 2024 so v zbirki izšli trije ljubezenski romani:
- Karmen Petric: Prste stran
- Kaja Bucik Vavpetič: Srebrne vezi
- Jerca Cvetko: Padam na besede

Leta 2025 sta doslej izšla dva romana:
- Petra Julia Ujawe: Najboljše šele pride
- Suzana Zagorc: Ne poznam je